# فيريسيدس من سيروس
فيريسيدس من سيروس (باليونانية: Φερεκύδης ὁ Σύριος، القرن السادس قبل الميلاد) كان كاتب أساطير يوناني قديم ومن الفلاسفة الأوائل من جزيرة سيروس. ولا يُعرف الكثير عن حياته وموته. وصنفت بعض الشهادات القديمة فيريسيدس بين الحكماء السبعة في اليونان، على الرغم من أنه يعتقد عمومًا أنه عاش في الجيل الذي يليهم. ويدعي آخرون أنه كان إما طالبًا لبيتاكوس مدرس فيثاغورس، أو كاتبًا تعلم ذاتيًا ودرس الكتب الفينيقية السرية.
ألف فيريسيدس كتابًا عن أصل الكون، يُعرف باسم «بنتيميكوس» أو «هيبتاميكوس». وكان يعتبر أول كاتب ينقل الأفكار الفلسفية على شكل نثر على عكس الشعر. ولكن عمله فُقد، وبقيت بضع قطع قصيرة محفوظة في اقتباسات من فلاسفة قدامى آخرين، وقطعة طويلة اكتُشفت على بردية مصرية. وحُفظ عمله حتى العصر الهلنستي ويمكن تخمين قدر كبير من محتواه بشكل غير مباشر من خلال الشهادات القديمة. وعنده يعود أصل الكون إلى ثلاثة مبادئ إلهية: زاس (الحياة)، وكثون (الأرض)، وخرونوس (الزمن). وفي السرد يخلق خرونوس العناصر الكلاسيكية والآلهة الأخرى في تجاويف داخل الأرض. وفي وقت لاحق يهزم زاس التنين أوفيون في معركة من أجل السيادة ويلقيه في الأوقيانوس. يتزوج زاس بكاثوني، التي أصبحت بعد ذلك الأرض المعروفة (غايا) مع الغابات والجبال. ويتنحى خرونوس عن العالم كخالق، ويخلفه زاس كحاكم ويعطي لجميع الكائنات مكانها.
تشكل نشأة الكون لفيرسيديس جسرًا بين الفكر الأسطوري لهسيودوس والفلسفة اليونانية ما قبل سقراط. واعتبره أرسطو واحدًا من أوائل المفكرين الذين تخلوا عن الأساطير التقليدية من أجل الوصول إلى تفسير منهجي للعالم، على الرغم من أن بلوطرخس، بالإضافة إلى العديد من الكتاب الآخرين، ما زالوا يعطونه لقب اللاهوت، على عكس الطبيعيات اللاحقة للمدرسة الأيونية. وفي وقت لاحق اعتبره الدوكسوغرافيون الهلنستيون أيضًا من أوائل المفكرين الذين قدموا عقيدة تناسخ الأرواح إلى الديانة اليونانية القديمة، والتي أثرت على الميتيمسايكوسيس (التقمص) الفيثاغوري، والثيوغونيا (أنساب الألهة) للأورفكية. ونُسبت إليه العديد من الأساطير والمعجزات، وكثير منها ربطه بتطور الفيثاغورية أو الأورفكية.

## حياته
على الرغم من أنه من المؤكد نسبيًا أن فيريسيدس كان من مواليد جزيرة سيروس، وأنه عاش في القرن السادس قبل الميلاد، إلا أنه لا يُعرف أي شيء آخر عن حياته. حتى أن هناك بعض التناقض في المصادر القديمة لحياته فيما يتعلق بالوقت الذي عاش فيه بالضبط خلال القرن السادس. وتضع موسوعة سودا تاريخ ميلاده في عهد الملك ألياتس في ليديا (نحو 605-560 قبل الميلاد)، ما يجعله معاصرًا للحكماء السبعة في اليونان الذين كان يُعد من ضمنهم في بعض الأحيان. وبدلًا من ذلك وضع أبولودورس فترة حياته بعد عدة عقود، في الأولمبياد التاسع والخمسين (544-541 قبل الميلاد) بعد جيل كامل. وبافتراض أن فيريسيدس ولد في هذا الجيل اللاحق سيكون أصغر من الفيلسوف طاليس وبالتالي كان معاصرًا أقدم لأناكسيماندر، فسيكون أيضًا السن الصحيح تقريبًا للتقليد الفيثاغوري الذي يعتبر فيه مدرسًا لفيثاغورس. ومن المحتمل أن تكون معظم معلومات السيرة الذاتية الأخرى خيالية، ويشير الغموض والتناقضات في الشهادات الباقية إلى أن أي بيانات سيرة ذاتية موثوقة قد تكون موجودة لم تعد متوفرة في الفترة الهلنستية. كانت هوية فيريسيدس أيضًا غير واضحة في العصور القديمة نظرًا إلى وجود مؤلفين من هذا الاسم وكلاهما كتبا عن الأساطير: فيريسيدس من سيروس و فيريسيدس من أثينا (القرن الخامس قبل الميلاد).
وفقًا لرسالة مزورة منسوبة إلى طاليس لم يسافر فيريسيدس أبدًا، ولكن وفقًا لمصادر أخرى فقد سافر إلى جميع أنحاء المنطقة الثقافية اليونانية من دلفي وبيلوبونيز وأفسس حتى ساموس. ووفقًا ليوسيفوس والكتاب البيزنطيين قام فيريسيدس أيضًا برحلة إلى مصر. ولكن هذه الرحلة قصة شائعة وجزء من السير الذاتية الأخرى للفلاسفة أيضًا. وقرص الشمس (الهليوتروبيون) الذي يُفترض أن فيريسيدس صنعه، قال ديوجانس اللايرتي إنه «محفوظ في جزيرة سيروس». كما نُسبت العديد من المعجزات إلى فيريسيدس مثل أنه تنبأ بدقة بحدوث زلزال في سيروس بعد أن شرب من بئر، أو أنه تنبأ بغرق سفينة رآها على طول ساحل سيروس ثم بدأت تغرق. وفي ميسيني حذر صديقه بيريلاوس من أن المدينة سوف تُحتل. وأخيرًا قيل إن هرقل قد زاره في المنام وأخبره أن يخبر الأسبرطة بعدم تقدير الفضة أو الذهب، وفي نفس الليلة قيل إن هرقل قال لملك أسبرطة في نومه أن يستمع إلى فيريسيدس. ومع ذلك نُسبت العديد من هذه المعجزات أيضًا إلى فلاسفة أسطوريين آخرين مثل فيثاغورس أو إبيمينيدس.
هناك العديد من الأساطير المتضاربة التي تدعي أنها سرد لوفاة فيريسيدس. ووفقًا لإحدى القصص قُتل فيريسيدس وسلخ كأضحية من قبل الأسبرطيين، وحافظ ملكهم على الجلد احترامًا لحكمة فيريسيدس. ولكن نفس القصة جرى سردها أيضًا عن إبيمينيدس. وهناك روايات أخرى عن وفاة الفيلسوف في معركة بين أفسس وماغنيسيا، أو رمى نفسه من جبل كوريكوس في دلفي، أو مات جراء حمى التيفوئيد. ووفقًا لأيليانوس كانت حمى التيفوئيد عقابًا لشره. والقصة الأخيرة كانت معروفة بالفعل لأرسطو وربما نشأت من فكرة أن الحكماء لا يهتمون برعاية أجسادهم. وتربط قصص أخرى موت فيريسيدس بفيثاغورس. ومع ذلك فإن الدقة التاريخية لكل هذه القصص مثار للجدل.

### التأثيرات
لُقب فيريسيدس «بالحكيم» (سوفوس)، ولكن سيرفيوس فقط سماه فيلسوفًا (فيلوسوفوس). ووضعه أرسطو بين اللاهوتيين والفلاسفة، لأنه لم يعد يعبر عن نفسه بشكل أسطوري تمامًا في بحثه. ولم يكن معلم فيريسيدس معروفًا بالاسم في العصور القديمة المتأخرة؛ ووفقًا لما ذكره الدوكسوغرافي ديوجانس اللايرتي فقد قام بيتاكوس بتدريس فيريسيدس، ولكن وفقًا لموسوعة سودا فقد تعلم ذاتيًا بعد أن حصل على «الكتب السرية للفينيقيين».
على الرغم من أن هذا الادعاء الأخير من شبه المؤكد أنه خيالي، إلا أنه قد يستند إلى التشابه بين أفكار فيريسيدس والأفكار الدينية الشرقية. مثلًا يصف في كتابه معركة مهمة في العصور المبكرة بين خرونوس وأفيون، وهذا الحدث يجري في الشرق الأوسط. وسُمي والده بابيس، وهو الاسم الذي يُفترض أن تعود أصوله إلى جنوب الأناضول بناءً على أدلة لغوية. ومفهوم الزمن الأبدي كإله هو أيضًا شرق أوسطي. بالإضافة إلى ذلك ارتبط فيريسيدس بالزرادشتية. وادعى إيسيدور الغنوصي أن فيريسيدس بنى عمله الرمزي على «نبوءة حام». وحام كما هو مشار إليه هنا قد يكون زرادشت، الذي كان معروفًا جيدًا في العالم اليوناني في العصور القديمة المتأخرة. ربما استنتج إيسيدور هذا لأن الأدب الزرادشتي المتاح له قد تأثر بالهلينة، أو لأن عمل فيريسيدس أثر عليها. ويوجد أيضًا جزء قصير يتحدث فيه فيريسيدس عن غذاء الخلود للقمر وهو طعام الآلهة. وهذا التمثيل له أوجه تشابه مع نص سامافيدا، حيث يوجد القمر في إناء يشرب منه الآلهة السوما (شراب الآلهة) وهو مهم في نظرية التناسخ كحارس للجنة.